# Kaltenborn
Kaltenborn település Németországban, Rajna-vidék-Pfalz tartományban. Lakosainak száma 346 fő (2023. december 31.).

## Népesség
A település népességének változása:
| Lakosok száma | 381  | 349  | 354  | 344  | 341  | 346  |
|               | 1975 | 2017 | 2019 | 2021 | 2022 | 2023 |